# Magnus Ditlev
Magnus Ditlev (31 de octubre de 1997) es un deportista danés que compite en triatlón.
Ganó dos medallas en el Campeonato Mundial de Ironman, bronce en 2023 y plata en 2024, y una medalla de bronce en el Campeonato Mundial de Ironman 70.3 de 2022.

## Palmarés internacional
| Campeonato Mundial | Campeonato Mundial     | Campeonato Mundial | Campeonato Mundial |
| Año                | Lugar                  | Medalla            | Prueba             |
| ------------------ | ---------------------- | ------------------ | ------------------ |
| 2023               | Niza (Francia)         | Medalla de bronce  | Individual         |
| 2024               | Hawái (Estados Unidos) | Medalla de plata   | Individual         |

| Campeonato Mundial | Campeonato Mundial          | Campeonato Mundial | Campeonato Mundial |
| Año                | Lugar                       | Medalla            | Prueba             |
| ------------------ | --------------------------- | ------------------ | ------------------ |
| 2022               | St. George (Estados Unidos) | Medalla de bronce  | Individual         |